# دهستان وانگپهو
دهستان وانگپهو (به لاتین: Wangphu Gewog) یک دهستان در کشور بوتان است که در ناحیهٔ سادروپ جونگخار واقع شده‌است.